# Djurgårdens besökscentrum

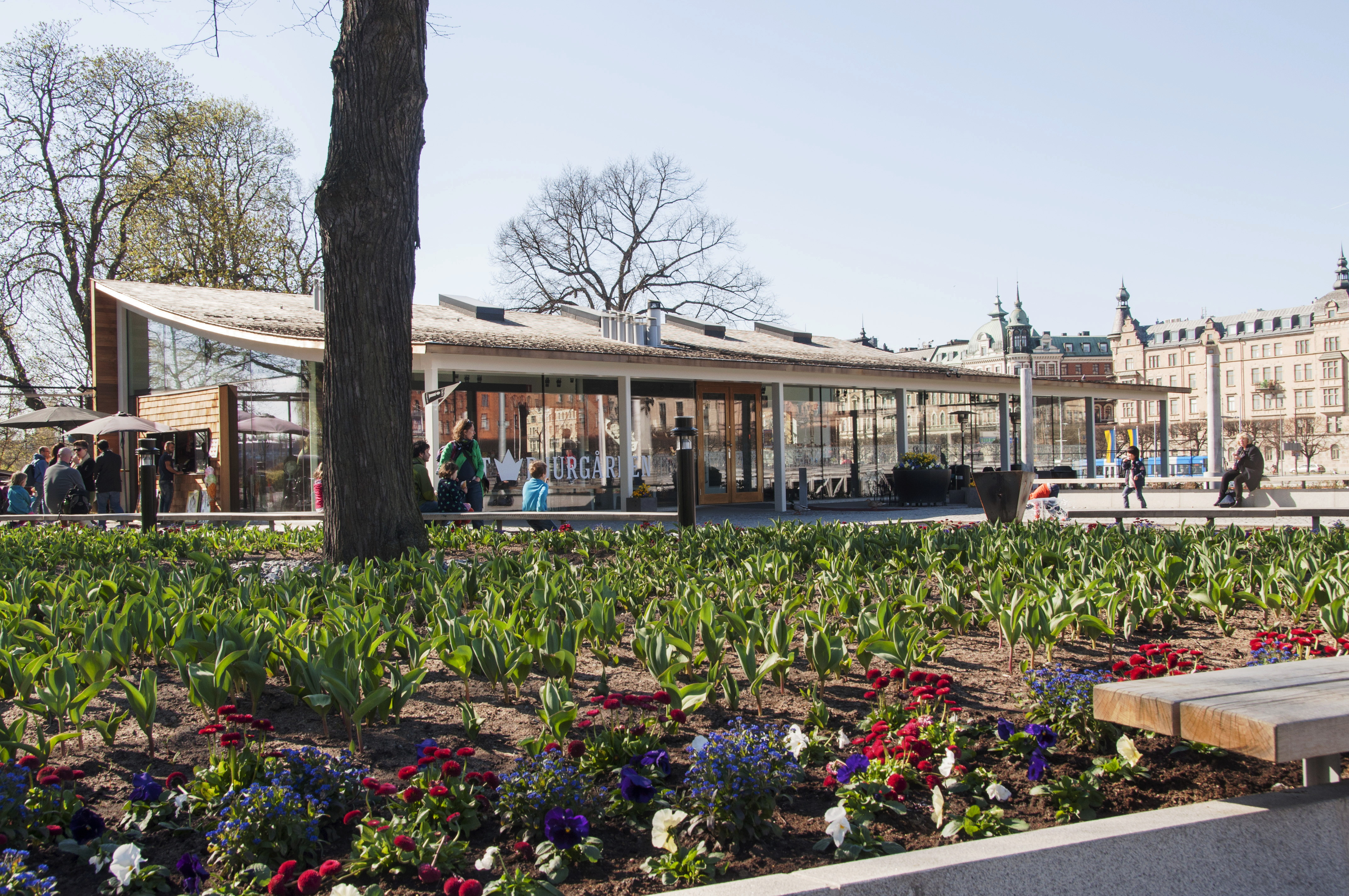
Djurgårdens besökscentrum i april 2014.

Djurgårdens besökscentrum (Royal Djurgården Visitor Center) är en informationspaviljong vid Djurgårdsvägen 2 på Södra Djurgården i Stockholm. Byggnaden uppfördes år 2013 på initiativ av Kungliga Djurgårdsförvaltningen (KDF) och fungerar som entré till Evenemangsparken Södra Djurgården och Kungliga nationalstadsparken. Årligen passerar här omkring 10 miljoner besökare.

## Bakgrund
På våren 2009 antog Stockholms kommunfullmäktige en fördjupad översiktsplan för Stockholms del av Kungliga nationalstadsparken. I planen fick västra delen av Södra Djurgården beteckningen ”Evenemangspark”. I översiktsplanen konstateras att ”verksamheter ska kunna förnyas och att området bedöms tåla viss komplettering och förändring”. Som exempel för ”viss komplettering och förändring” föreslogs en ny entré- och informationsbyggnad vid Djurgårdsbron.

## Byggnad

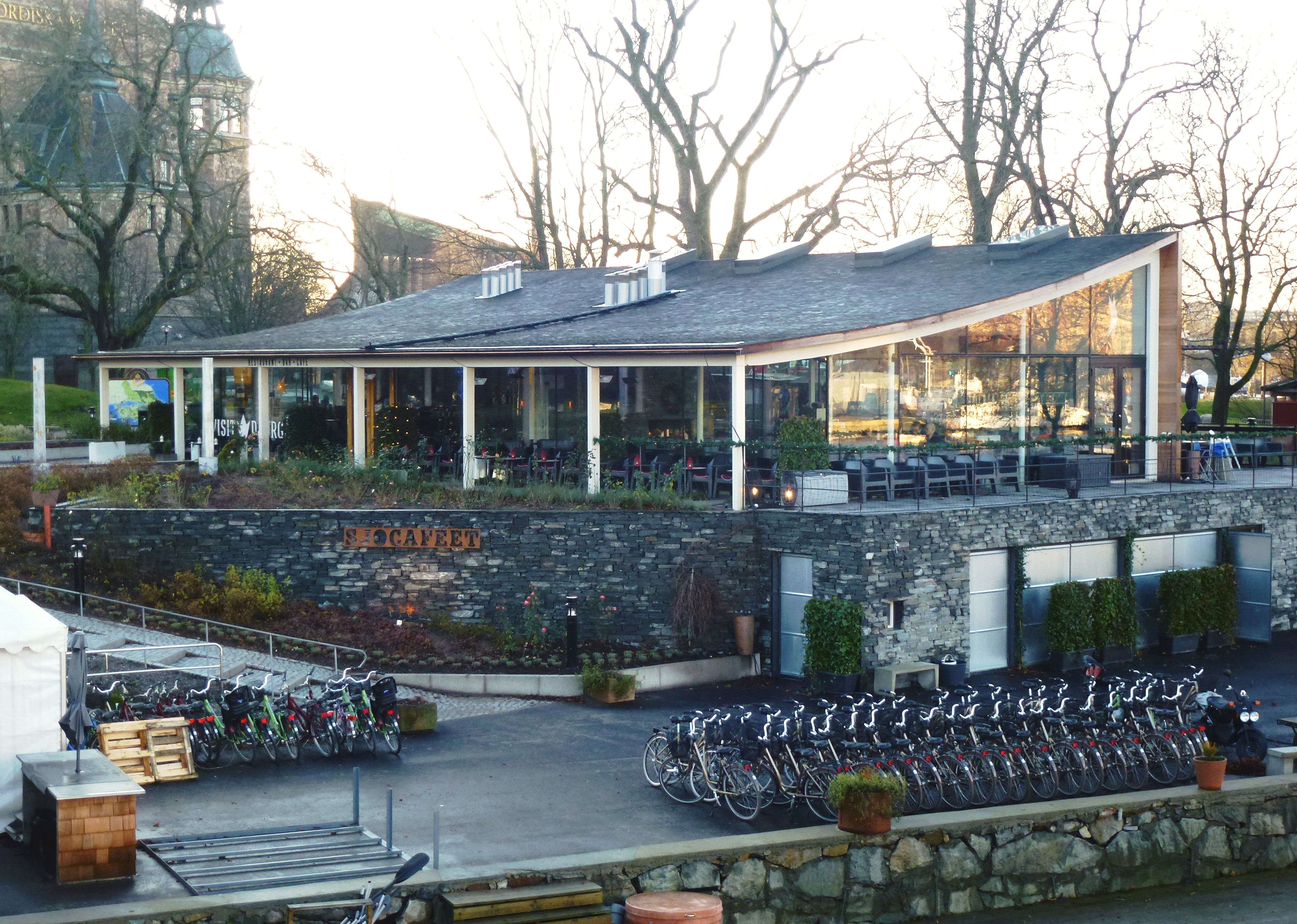
Byggnaden och terrassen, 2014.

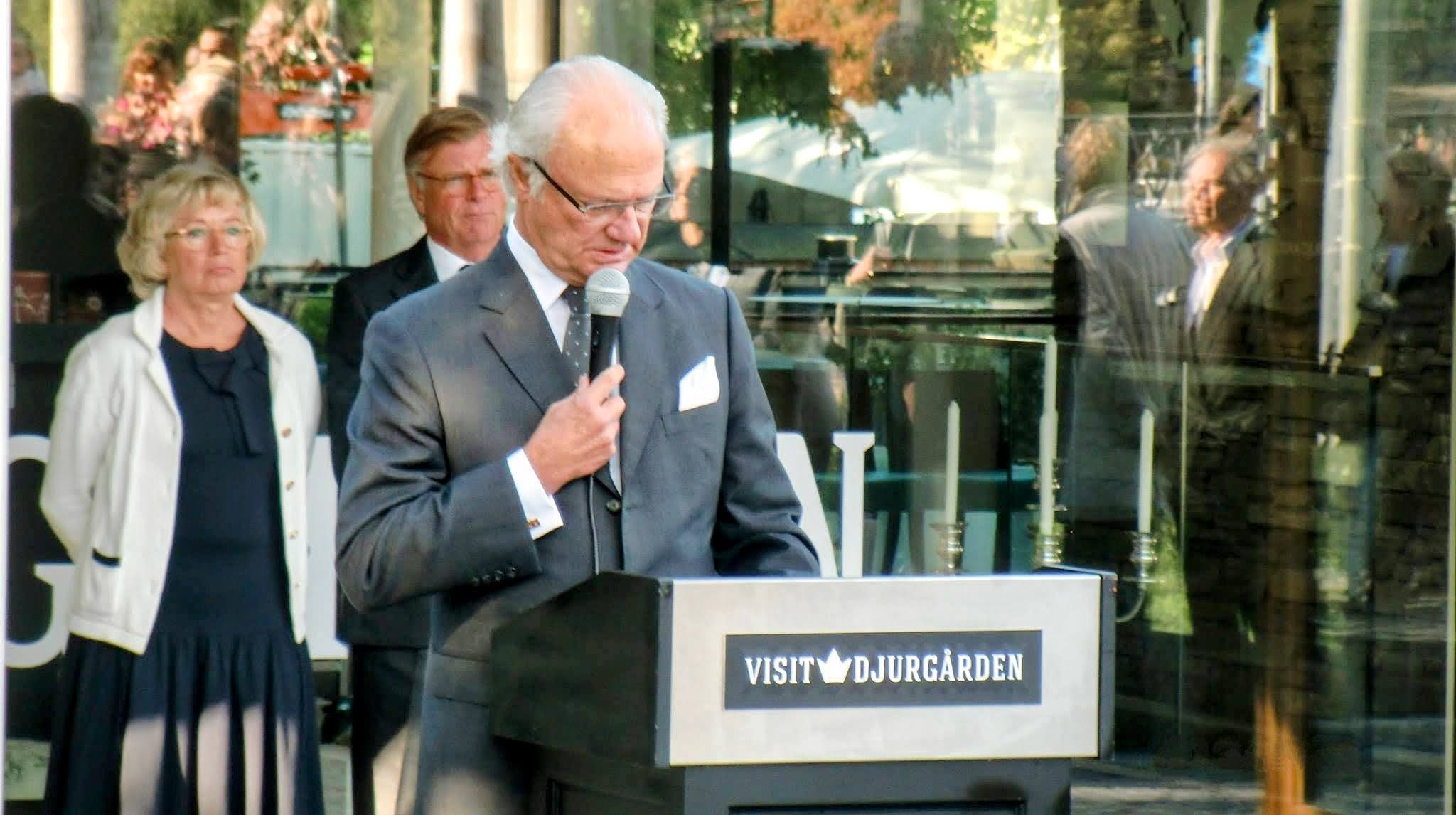
Kung Carl XVI Gustaf inviger byggnaden.

Kungliga Djurgårdsförvaltningen fungerade tillsammans med Djurgårdsbrons Sjöcafé som uppdragsgivare och byggherre. Till arkitekt anlitades Ettelva Arkitekter genom Michael Klingemann som var ansvarig för projektet. Huset består av två delar: en informationsdel och en restaurangdel. Två tredjedelar av byggnaden, som innehåller teknikutrymmen, offentliga toaletter och ett sommarkök, ligger under mark. Arkitekterna formgav huset som en lätt paviljong med svängt tak som fick sin inspiration av Hagaparkens Koppartält. 
Fasaden öppnar sig mot Djurgårdsvägen och Djurgårdsbron med stora glaspartier medan de slutna fasaddelarna mot väst är spånklädda och skall påminna om Djurgårdens spånklädda byggnader, exempelvis Biologiska museet. Även yttertaket är täckt med spån. Dominerande i interiören är en stor öppen spis som placerades centralt på entréplanet. Djurgårdens besökscentrum har 250 m² uppvärmd byggyta ovan mark och en souterrängvåning på 630 m² med kök, personalrum, förråd. Till huset hör även en parkterrass som sträcker sig ner till Djurgårdsbrunnsviken. Här finns informationstavlor, blomsterrabatter och sittplatser samt båt- och cykeluthyrning. Landskapsarkitekt Sture Koinberg var ansvarig för gestaltningen av landskapet kring byggnaderna och anpassningen till parklandskapet.
Besökscentret har varit öppet för allmänheten sedan i juni 2013. Den officiella invigningen ägde rum den 23 september 2013. Besökscentret Visit Djurgården är ett samarbete mellan Kungliga Djurgårdens Intressenter, Kungliga Djurgårdens Förvaltning, Länsstyrelsen i Stockholm, Förbundet Ekoparken och Världsnaturfonden. Besökscentrumet lanseras sedan 2017 som Royal Djurgården Visitor Center. 

## Interiörbilder

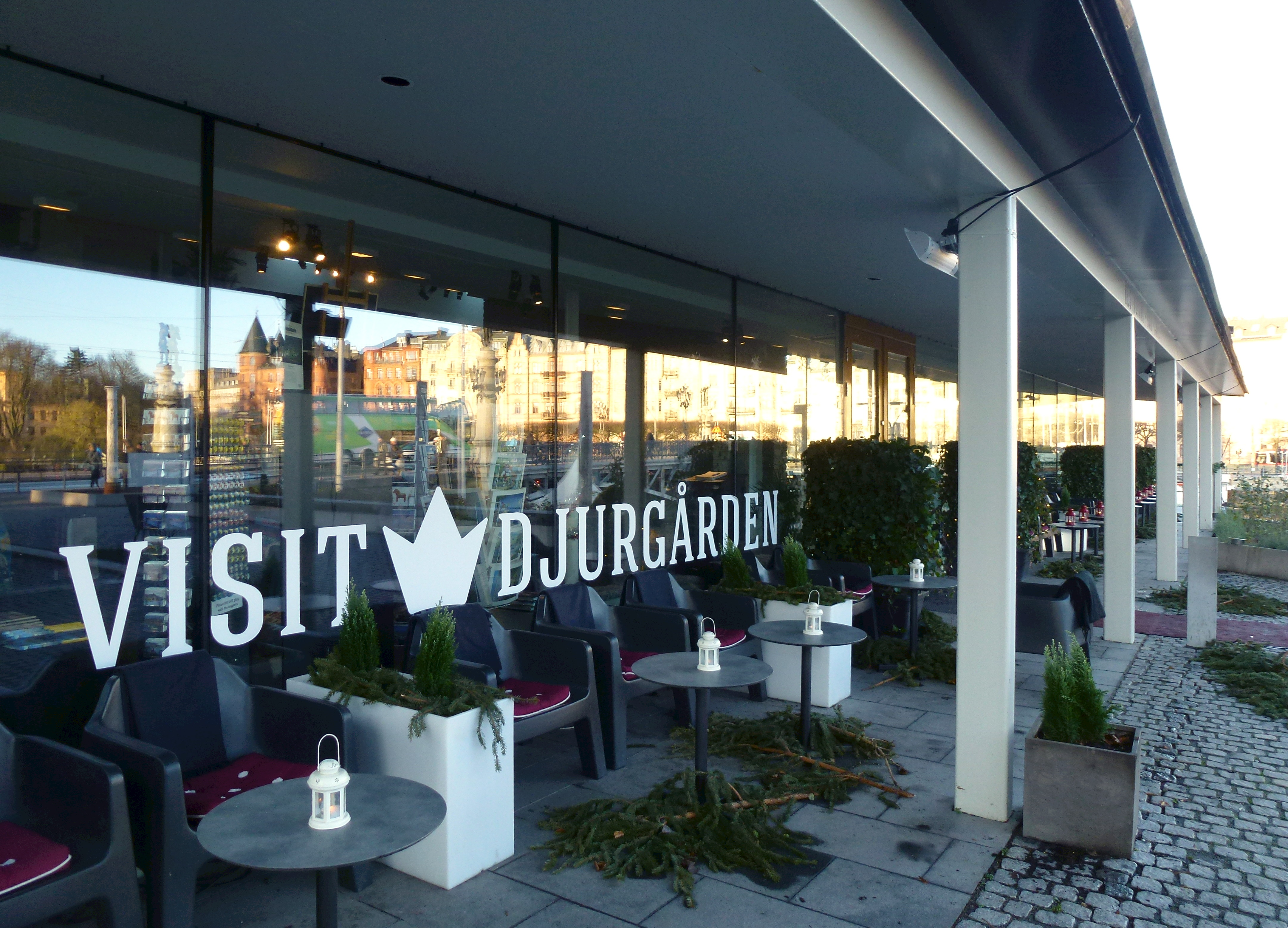
"Visit Djurgården"
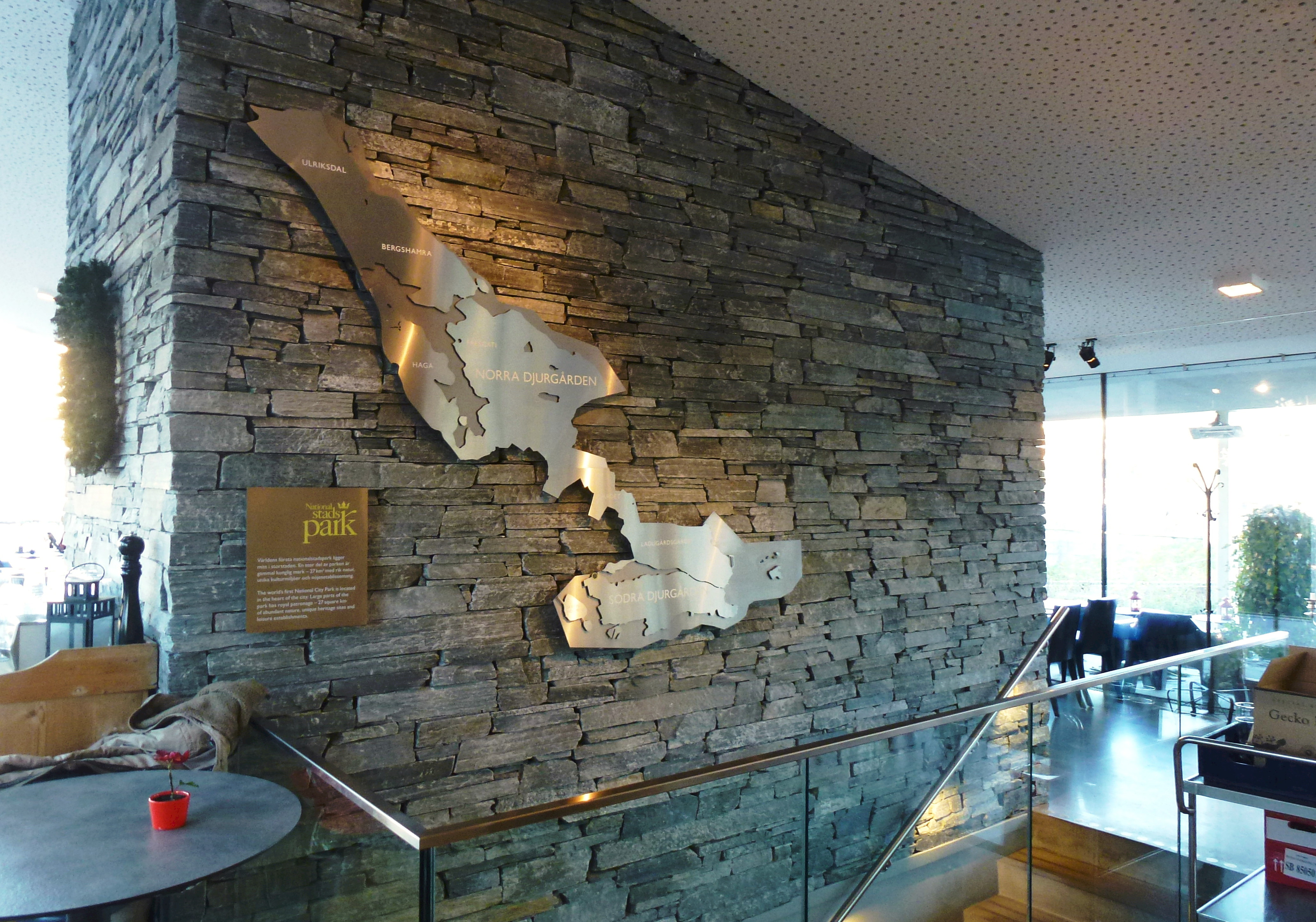
Karta över Nationalstadsparken
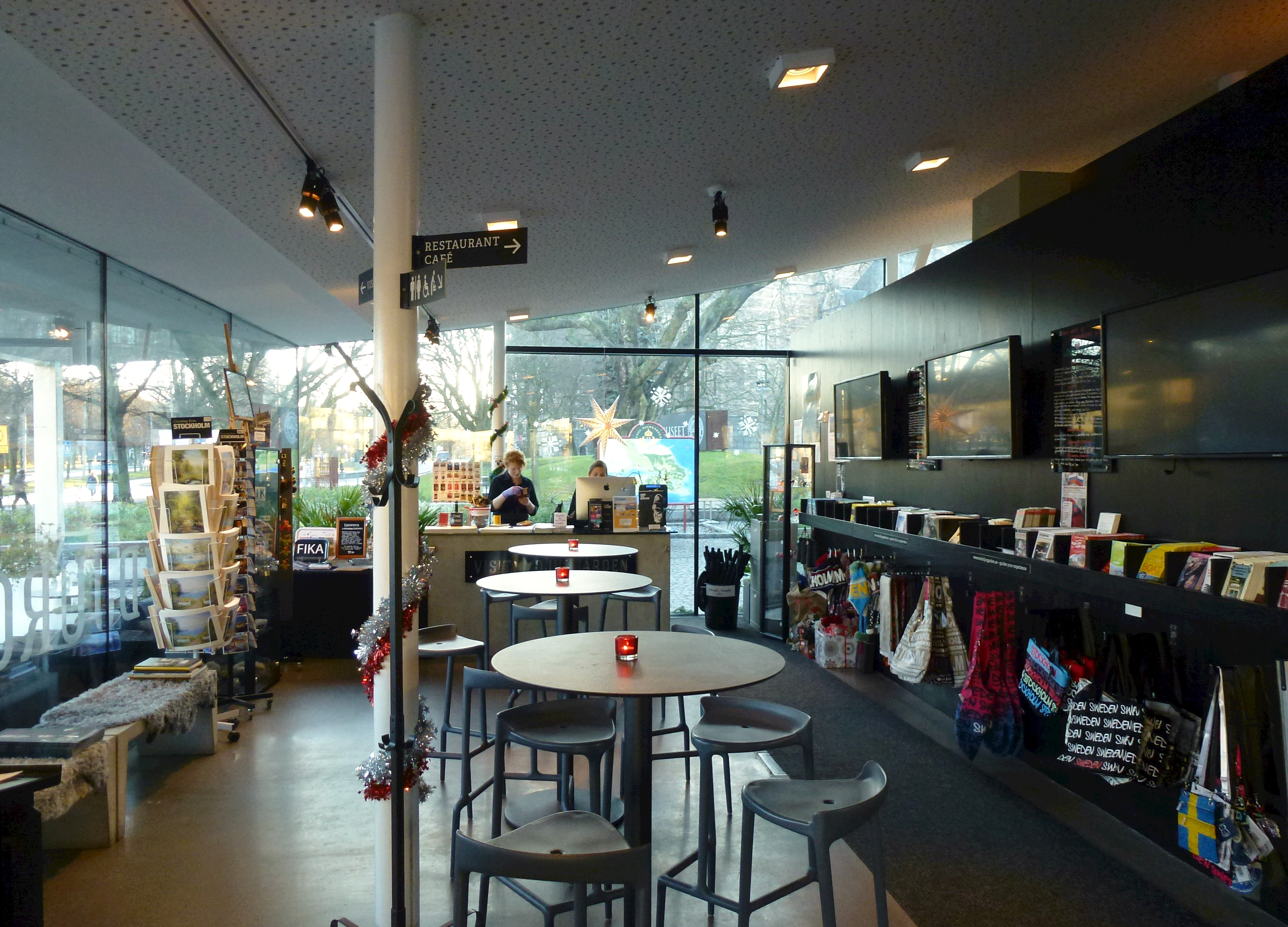
Informationsdel
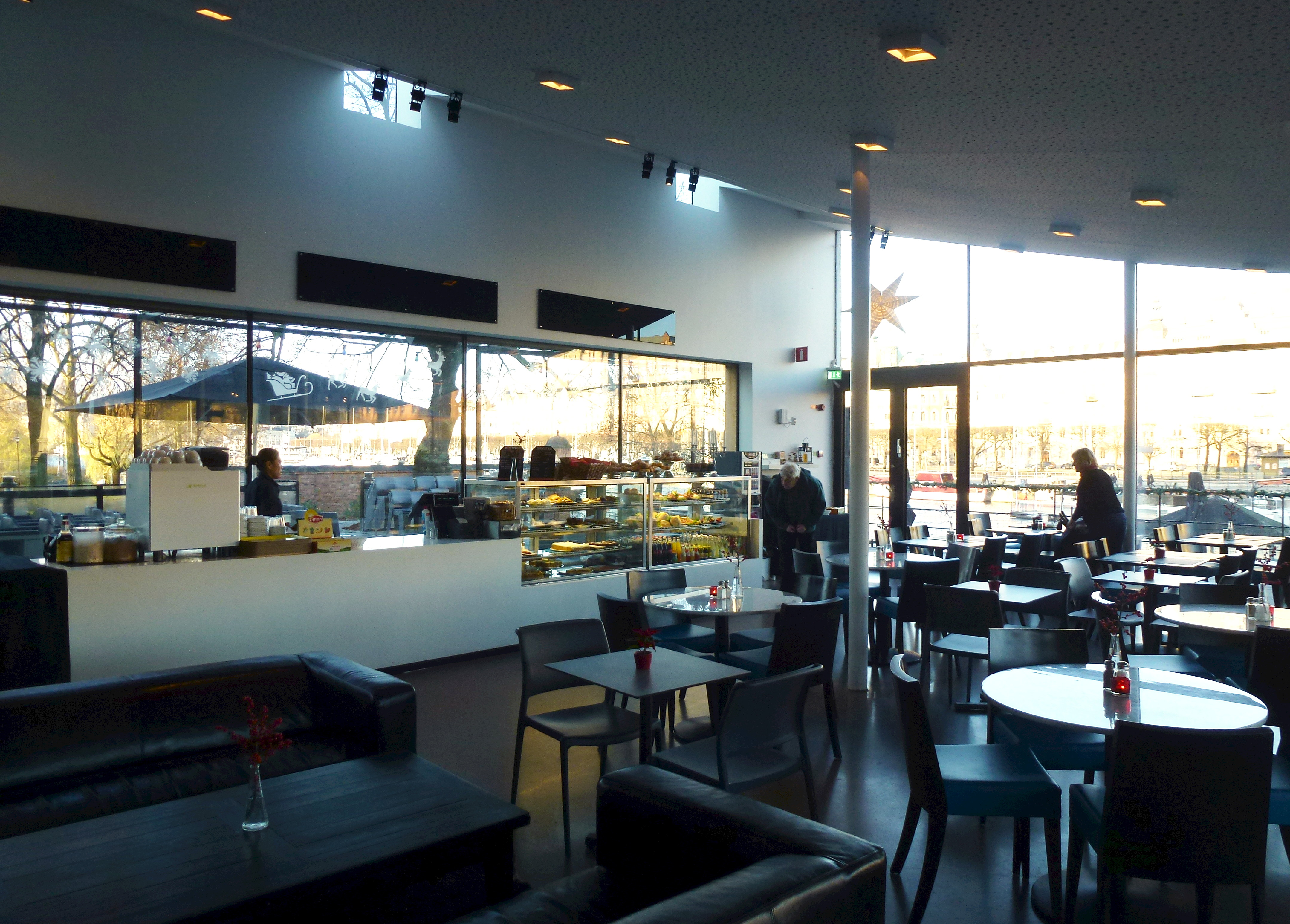
Restaurangdel